# Artful Dodger
Artful Dodger es un grupo británico de R&B y UK Garage procedente de la ciudad de Southampton, que se hizo famoso gracias a sus éxitos 2 Step y lanzó la carrera de Craig David tras su participación en el éxito "Re-Rewind" en diciembre de 1999.
El nombre de la banda surge del apodo de un personaje de la novela de Charles Dickens, Oliver Twist llamado Jack Dawkins, cuya picardía y habilidades de carterista lo lleva a ocupar el liderazgo de la banda de niños callejeros. Estos músicos adoptaron este nombre debido a las innumerables copias piratas que hicieron de sus sencillos en sus inicios.

## Discografía

### Álbumes
- It's All About the Stragglers (noviembre de 2001)

### Sencillos
| Año  | Título                                           | Posiciones | Posiciones | Posiciones | Certificaciones | Álbum                         |
| Año  | Título                                           | R.U.       | IRL        | HOL        | Certificaciones | Álbum                         |
| ---- | ------------------------------------------------ | ---------- | ---------- | ---------- | --------------- | ----------------------------- |
| 1997 | «The Revenge of Popeye»                          | —          | —          | —          |                 | Sencillos sin álbum           |
| 1997 | «Something»                                      | —          | —          | —          |                 | Sencillos sin álbum           |
| 1998 | «If You Love Me» - By Mark Hill                  | —          | —          | —          |                 | Sencillos sin álbum           |
| 1998 | «The Messenger»                                  | —          | —          | —          |                 | Sencillos sin álbum           |
| 1998 | «What You Gonna Do» (con Craig David)            | —          | —          | —          |                 | It's All About the Stragglers |
| 1999 | «Re-Rewind» (con Craig David)                    | 2          | 15         | 4          | - R.U.: Platino | It's All About the Stragglers |
| 2000 | «Movin' Too Fast» (con Romina Johnson)           | 2          | 21         | 57         | - R.U.: Plata   | It's All About the Stragglers |
| 2000 | «Woman Trouble» (con Robbie Craig & Craig David) | 6          | 31         | 63         |                 | It's All About the Stragglers |
| 2000 | «Please Don't Turn Me On» (con Lifford Davis)    | 4          | 42         | —          |                 | It's All About the Stragglers |
| 2001 | «Think About Me» (con Michelle Escoffery)        | 11         | —          | —          |                 | It's All About the Stragglers |
| 2001 | «TwentyFourSeven» (con Melanie Blatt)            | 6          | 41         | —          |                 | It's All About the Stragglers |
| 2001 | «It Ain't Enough» (Dreem Teem vs Artful Dodger)  | 20         | —          | —          |                 | It's All About the Stragglers |
| 2002 | «Ladies» (con General Levy & Roachie)            | —          | —          | —          |                 | Sencillos sin álbum           |
| 2003 | «Ruff Neck Sounds» (con Sevi G & Richie Dan)     | —          | —          | —          |                 | Sencillos sin álbum           |
| 2006 | «Flex» (con Vula)                                | —          | —          | —          |                 | Sencillos sin álbum           |

## Películas
- Chris Barfoot - The Reckoning (2002).